# Honoré Mercier
Honore Mercier (ur. 15 października 1840 w Saint-Athanase, zm. 30 października 1894 w Montrealu) – kanadyjski prawnik, publicysta i polityk, premier prowincji Quebec z ramienia Liberalnej Partii Quebecu. Inicjator współczesnego nacjonalizmu frankofońskiego w Kanadzie.

## Życiorys
Urodził się w rodzinie farmerskiej. Już w szkole podstawowej wykazywał olbrzymie zdolności i nieprzeciętną inteligencję. Ukończył studia na wydziale prawa uniwersytetu o profilu klasycznym College Ste-Marie de Montreal. W 1865 dopuszczony do palestry. Był wziętym prawnikiem.
Na początku lat siedemdziesiątych XIX w. wszedł w świat polityki. Wstąpił do partii liberalnej, a w 1883 został jej przywódcą w Quebecu. W 1885 był motorem poparcia frankofonów dla metyskiego przywódcy rebelii nad Rzeką Czerwoną Louisa Riela. Choć rebelia nie miała zasadniczo podłoża narodowego, a Riel i Metysi byli raczej luźno związani z frankofonią w Quebecu, to w dużej części za sprawą działalności Merciera, sprawę tę podniesiono do rangi konfliktu pomiędzy Quebekiem a anglosaską resztą Kanady. Frankofoni walkę o uratowanie Riela przegrali. Został on powieszony na mocy wyroku sądu w 1885. To skonsolidowało jeszcze bardziej frankofońską opinię publiczną i wyrobiło w niej poczucie krzywdy.
Tego samego roku Mercier założył Partię Narodową, w której skupili się liberałowie oraz nacjonalistycznie nastawieni konserwatyści. W wyborach 1887 odniósł zdecydowane zwycięstwo i utworzył rząd. Rząd Merciera charakteryzował się wielką energią działania, lecz postrzegany był jako autorytarny i nieliczący się z nastrojami społecznymi. Jedną z pierwszych decyzji Merciera było uznanie zakonu jezuitów oraz regulacja praw jego własności. Walczył także o autonomię polityczną i kulturową swej prowincji. Mimo bardzo radykalnego traktowania tych problemów oraz agresywnego sposobu wyrażania opinii, nigdy nie kwestionował nadrzędności rządu federalnego i nigdy nie przeszedł na pozycje separatystyczne. Mercier dbał także o harmonijny rozwój ekonomiczny prowincji. Wspierał rozwój kolejnictwa i budowy dróg bitych. Utworzył ministerstwo rolnictwa i kolonizacji. Kierował energię kolonizacyjną w kierunku terenów północnych, powodując rozszerzenie granic prowincji w tym kierunku. Wspierał edukację. Powołał wieczorowe szkoły dla pracujących. Rozwijał sieć bibliotek publicznych. Po łatwej wygranej w wyborach 1891 kontynuował politykę rozwoju i samodzielności. W 1891 udał się w triumfalną podróż po Europie, gdzie obsypany zaszczytami dał się poznać jako przywódca wielkiego formatu. Rządy Merciera doszły do niesławnego końca u schyłku 1891, kiedy to została ujawniona afera korupcyjna związana z budową linii kolejowej Baie des Chaleurs, w którą byli zaangażowani czołowi politycy liberalni. Choć sam Mercier później został oczyszczony z zarzutów, utracił popularność i władzę nad prowincją. Po zakończeniu dochodzenia, zrujnowany finansowo, lecz z uratowaną reputacją zainicjował kampanię na rzecz suwerenności Kanady od Wielkiej Brytanii. Tę działalność przerwała śmierć Merciera 30 października 1894.